# بوكالبا
بوكالبا (بالإنجليزية: Pucallpa)‏ هي مدينة، تتبع Coronel Portillo province ‏، هي عاصمة إقليم أوكايالي، و Coronel Portillo province ‏، و Callería District ‏، بلغ عدد سكانها 211,611 نسمة.

## المناخ
يظهر الجدول التالي التغييرات المناخية على مدار السنة لبوكالبا:
| البيانات المناخية لـبوكالبا        | البيانات المناخية لـبوكالبا | البيانات المناخية لـبوكالبا | البيانات المناخية لـبوكالبا | البيانات المناخية لـبوكالبا | البيانات المناخية لـبوكالبا | البيانات المناخية لـبوكالبا | البيانات المناخية لـبوكالبا | البيانات المناخية لـبوكالبا | البيانات المناخية لـبوكالبا | البيانات المناخية لـبوكالبا | البيانات المناخية لـبوكالبا | البيانات المناخية لـبوكالبا | البيانات المناخية لـبوكالبا |
| الشهر                              | يناير                       | فبراير                      | مارس                        | أبريل                       | مايو                        | يونيو                       | يوليو                       | أغسطس                       | سبتمبر                      | أكتوبر                      | نوفمبر                      | ديسمبر                      | المعدل السنوي               |
| ---------------------------------- | --------------------------- | --------------------------- | --------------------------- | --------------------------- | --------------------------- | --------------------------- | --------------------------- | --------------------------- | --------------------------- | --------------------------- | --------------------------- | --------------------------- | --------------------------- |
| الدرجة القصوى °م (°ف)              | 42.0 (107.6)                | 40.8 (105.4)                | 37.8 (100.0)                | 37.2 (99.0)                 | 34.2 (93.6)                 | 36.2 (97.2)                 | 36.5 (97.7)                 | 40.5 (104.9)                | 37.2 (99.0)                 | 36.5 (97.7)                 | 36.2 (97.2)                 | 37.8 (100.0)                | 42.0 (107.6)                |
| متوسط درجة الحرارة الكبرى °م (°ف)  | 31.3 (88.3)                 | 30.7 (87.3)                 | 30.7 (87.3)                 | 30.9 (87.6)                 | 30.4 (86.7)                 | 30.3 (86.5)                 | 30.4 (86.7)                 | 31.8 (89.2)                 | 32.3 (90.1)                 | 31.7 (89.1)                 | 31.5 (88.7)                 | 31.6 (88.9)                 | 31.1 (88.0)                 |
| المتوسط اليومي °م (°ف)             | 26.7 (80.1)                 | 26.4 (79.5)                 | 26.2 (79.2)                 | 26.2 (79.2)                 | 26.2 (79.2)                 | 25.6 (78.1)                 | 25.4 (77.7)                 | 26.0 (78.8)                 | 26.7 (80.1)                 | 26.8 (80.2)                 | 26.6 (79.9)                 | 26.9 (80.4)                 | 26.3 (79.3)                 |
| متوسط درجة الحرارة الصغرى °م (°ف)  | 22.4 (72.3)                 | 22.3 (72.1)                 | 22.3 (72.1)                 | 22.1 (71.8)                 | 21.5 (70.7)                 | 20.5 (68.9)                 | 19.8 (67.6)                 | 20.4 (68.7)                 | 21.1 (70.0)                 | 21.8 (71.2)                 | 22.2 (72.0)                 | 22.4 (72.3)                 | 21.6 (70.9)                 |
| أدنى درجة حرارة °م (°ف)            | 18.5 (65.3)                 | 17.6 (63.7)                 | 13.8 (56.8)                 | 12.8 (55.0)                 | 15.0 (59.0)                 | 12.2 (54.0)                 | 11.1 (52.0)                 | 11.6 (52.9)                 | 14.0 (57.2)                 | 15.0 (59.0)                 | 17.8 (64.0)                 | 17.8 (64.0)                 | 11.1 (52.0)                 |
| الهطول مم (إنش)                    | 147 (5.8)                   | 165 (6.5)                   | 191 (7.5)                   | 163 (6.4)                   | 104 (4.1)                   | 66 (2.6)                    | 51 (2.0)                    | 56 (2.2)                    | 91 (3.6)                    | 168 (6.6)                   | 185 (7.3)                   | 180 (7.1)                   | 1٬565 (61.6)                |
| متوسط أيام هطول الأمطار (≥ 1.0 mm) | 14                          | 11                          | 12                          | 12                          | 9                           | 6                           | 5                           | 6                           | 7                           | 11                          | 10                          | 11                          | 114                         |
| متوسط الرطوبة النسبية (%)          | 87                          | 88                          | 88                          | 88                          | 87                          | 88                          | 86                          | 84                          | 85                          | 86                          | 87                          | 86                          | 86                          |
| المصدر: الأرصاد الجوية الألمانية   |                             |                             |                             |                             |                             |                             |                             |                             |                             |                             |                             |                             |                             |

## مدن توأم
المدن التوأم:
- مقاطعة ميامي داد, ولاية فلوريدا
- تارابوتو.